# Kędzierówka
Kędzierówka – wieś sołecka w Polsce położona w województwie mazowieckim, w powiecie piaseczyńskim, w gminie Prażmów.
| SIMC    | Nazwa       | Rodzaj    |
| ------- | ----------- | --------- |
| 0007166 | Aleksandrów | część wsi |
| 0007172 | Edwardów    | część wsi |

Kędzierówka jest siedzibą parafii pod wezwaniem Św. Jana Chrzciciela, należącej do dekanatu czerskiego archidiecezji warszawskiej.
W latach 1975–1998 miejscowość administracyjnie należała do województwa warszawskiego.